# Maria Anne van Saksen-Altenburg

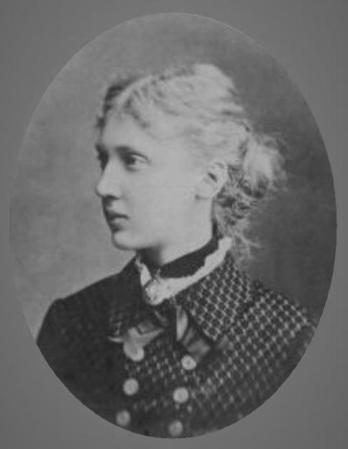
Maria Anne van Saksen-Altenburg

Maria Anne (Altenburg, Duitsland, 14 maart 1864 – Bückeburg, 3 mei 1918), Prinses van Saksen-Altenburg, was de dochter van Maurits van Saksen-Altenburg en Augusta van Saksen-Meiningen. Haar vader was de zoon van George van Saksen-Altenburg en dus de broer van Ernst I van Saksen-Altenburg. Haar moeder was de dochter van Bernhard II van Saksen-Meiningen. Haar oom Ernst I werd opgevolgd door Maria Anne’s broer Ernst II van Saksen-Altenburg.

## Huwelijk en gezin
Maria Anne trouwde op 16 april 1882 te Altenburg met George van Schaumburg-Lippe. Uit dit huwelijk werden negen kinderen geboren:
- Adolf (1883-1936), volgde zijn vader op als vorst van Schaumburg-Lippe
- Maurits George (1884-1920)
- Peter (1886), werd dood geboren
- Ernst Walraad (1887-1962), trouwde met prinses Bathildis van Schaumburg-Lippe, een achterkleindochter in mannelijke lijn van George Willem van Schaumburg-Lippe
- Stephan Alexander Victor (1891-1965), trouwde met gravin Ingeborg van Oldenburg, een dochter van groothertog Frederik August II van Oldenburg
- Hendrik (1894-1952), trouwde met gravin Marie-Erika van Hardenburg
- Margaretha (1896-1897)
- Frederik Christiaan (1906-1983), trouwde met gravin Alexandra van Castell-Rüdenhausen
- Elisabeth (1909-1933), trouwde met baron Johan Herring van Frankensdorff

Ze stierf  op 54-jarige leeftijd.